# 丹尼尔·施滕德尔
丹尼尔·施滕德尔（德語：Daniel Stendel，1974年4月4日—）是一名德国前足球运动员及现任足球教练，曾执教汉诺威96。

## 足球生涯
施滕德尔于1981年在奥德河畔法兰克福前进（自1991年2月起改称“维多利亚法兰克福91”）开始自己的足球生涯，为此，在1991-92赛季，当他作为一位19岁以下的年轻球员便已在第三级别的业余高级联赛完成首秀（18场/4球）。自1992年夏季起，施滕达尔进入汉堡业余队，并凭借出色的表现，在1995-96赛季以职业球员身份被提拔至汉堡一线队。由于在一线队期间长期无法得到重用，他先是转投梅彭，其后又加盟身处德乙的居特斯洛。
从1999年至2006年，施滕德尔在汉诺威96司职前锋，并于2001-02赛季随队成功升入德甲。在这一赛季，他共射入了自己职业生涯中最高产的16球。在德甲，施滕德尔有三季时间都是其位置上的主力球员，但至2005-06赛季，他仅获得了6次出场机会。于是在随后的2006-07赛季，他加入当时身处第三级别北部地区联赛的圣保利，并签署了一份期至2008年届满的合同。2007年，施滕德尔又随队成功升入德乙。
至2007-08赛季，施滕德尔重新回到汉诺威96，但这一次仅是代表二线队征战高级联赛。与此同时，他还在那里兼任助理教练，并随其团队升入新的北部地区联赛（第四级别）。在球员生涯结束的一年后，施滕德尔开始担任俱乐部U17梯队的主教练，2013年又转而执教U19梯队。
2016年4月初，施滕德尔在2015-16赛季德甲仅余6轮的情况下，接替被解雇的，成为汉诺威96一线队的临时主教练，初步任期至赛季末届满。此时的球队已落后保级区10分之多，排名积分榜末席。但在施滕德尔治下，球队面貌展示出了变化，并重新赢得了愤怒球迷及当地媒体的心。在施滕德尔上任后的前三场比赛，汉诺威96面对分别来自积分榜上半区的球队均能保持不败，但仍然无法避免提前降级。此后施滕德尔签署了一份新的正式主教练合同，期至2018年6月30日届满。而在2016年的德国青年俱乐部杯决赛中，施滕德尔又重返U19队的教练席，并率队以4比2获胜及捧杯。